# الجرذم (السياني)

تعديل مصدري - تعديل

الجرذم هي إحدى قرى عزلة النقيلين بمديرية السياني التابعة لمحافظة إب، بلغ تعداد سكانها 463 نسمة حسب تعداد اليمن لعام 2004.